# Tabidia aculealis
Tabidia aculealis är en fjärilsart som beskrevs av Walker 1865. Tabidia aculealis ingår i släktet Tabidia och familjen Crambidae. Inga underarter finns listade i Catalogue of Life.